# Чаури-Чаура
Чаури-Чаура (хинди चौरी चौरा) — поселение в Уттар-Прадеш, ставшее известным благодаря событиям февраля 1922 года, положившим конец гандистскому Движению несотрудничества.

## История
2 февраля 1922 года в Чаури-Чаура проходила массовая антибританская демонстрация. Пытаясь разогнать толпу, полиция применила оружие, чем вызвала обратную реакцию: в результате начавшегося столкновения полицейские были загнаны в полицейский участок и в нём сожжены. После нескольких карательных походов британских властей на эту деревню Ганди взял ответственность за кровопролитие на себя, объявил, что индийцы ещё не готовы к независимости и призвал прекратить возглавляемое им Движение несотрудничества.

## Суд и приговоры
173 человека были привлечены к суду по этому делу, 3 из них умерли до вынесения приговора. 20 апреля 1923 года был вынесен вердикт: 132 были признаны виновными, а 38 оправданы. Из признанных виновными 113 получили сроки тюремного заключения от нескольких лет до пожизненного, а 19 были приговорены к смертной казни.